# Maria Thaddäus von Trautmannsdorff
Maria Thaddäus von Trautmannsdorff, czes. Maria Tadeáš Trauttmansdorff (ur. 28 maja 1761 w Grazu; zm. 20 stycznia 1819 w Wiedniu) – austriacki duchowny, biskup kralowohradecki w latach 1795–1814, arcybiskup ołomuniecki w latach 1814–1819, kardynał.

## Życiorys

### Wczesne lata
Urodził się w 1761 roku w Grazu jako syn Weikharta von Trautmannsdorffa i jego żony Anny z domu von Wurmbrandt. Po ukończeniu miejscowego gimnazjum w Grazu podjął studia teologiczne na Collegium Germanicum w Rzymie. W 1782 roku uzyskał tam stopień naukowy doktora teologii. Na polecenie cesarza Józefa II Habsburga został skierowany na dodatkowe studia do Pawii. Za sprawą tamtejszych nauczycieli zetknął się tam z doktryną późnego jansenizmu, stając się jej zwolennikiem.
20 grudnia 1783 roku otrzymał święcenia kapłańskie w rodzinnym Grazu po których otrzymał godność kanonika w Ołomuńcu. W ciągu kolejnych lat sprawował funkcję proboszcza w Karniowie i Holešovie, ucząc się w międzyczasie języka czeskiego. Dzięki kontaktom z dworem arcybiskupim w Kromieryżu odwrócił się od jansenizmu. Został ponadto członkiem loży masońskiej.

### Biskup hradecki
W 1793 roku został mianowany biskupem Triestu, ale zanim objął tę diecezję został 30 sierpnia 1794 roku mianowany ordynariuszem kralowohradeckim. Papież Pius VI zatwierdził go 1 czerwca 1795 roku. Święcenia biskupie przyjął 8 września 1795 roku w Kromieryżu. Podczas swoich rządów doprowadził w 1802 roku do otwarcia gimnazjum w Niemieckim Brodzie.

### Arcybiskup ołomuniecki
26 listopada 1811 roku ołomuniecka kapituła katedralna wybrała go na nowego arcybiskupa metropolitę ołomunieckiego po śmierci abpa Antona Theodora von Colloredo-Waldsee-Melsa. Papieskie zatwierdzenie tej decyzji nastąpiło dopiero 15 marca 1814 roku ze względu na więzienie papieża Piusa VII przez cesarza Napoleona I Bonapartego. 23 września 1816 został mianowany kardynałem.
Tak samo jak w Hradec Králové tak i w Ołomuncu dał się poznać jako sprawny gospodarz i osoba hojna. Prowadził działalność charytatywną oraz nie prowadził wystawnego trybu życia. Oszczędzone pieniądze przeznaczał na ubogich i chorych diecezjan. Kładł nacisk na edukację księży oraz ich moralność i umiejętność porozumiewania się w miejscowym języku. Przeprowadził wiele wizytacji kanonicznych swoich parafii. Zmarł w 1819 roku w Wiedniu.